# Sthenias grisator
Sthenias grisator är en skalbaggsart som först beskrevs av Fabricius 1787.  Sthenias grisator ingår i släktet Sthenias och familjen långhorningar. Inga underarter finns listade i Catalogue of Life.

## Bildgalleri

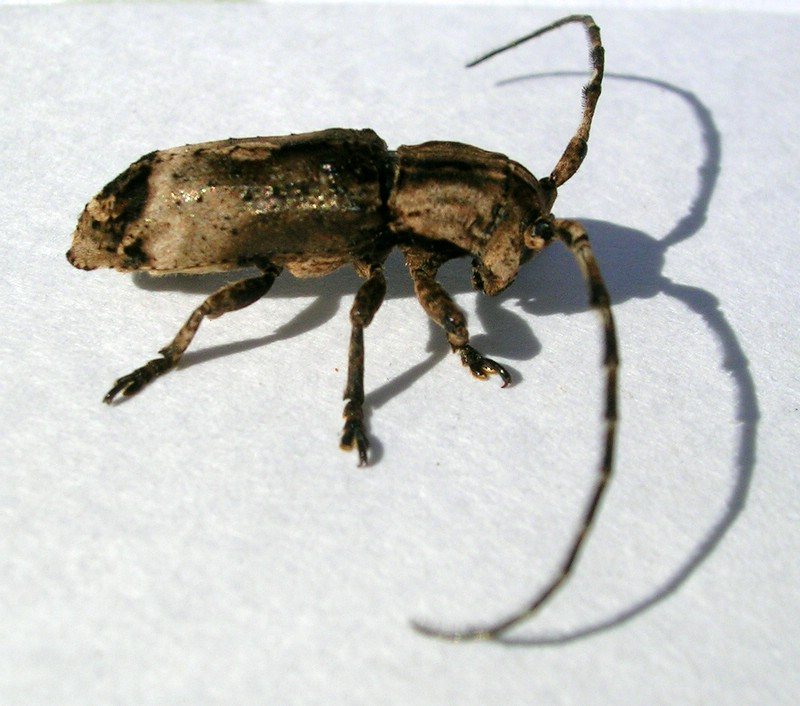
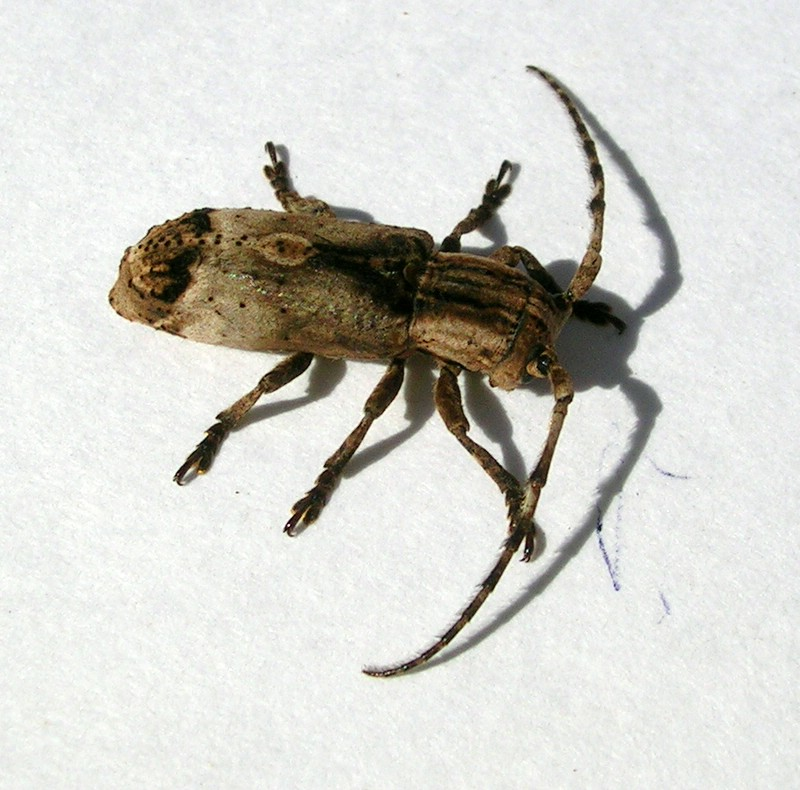
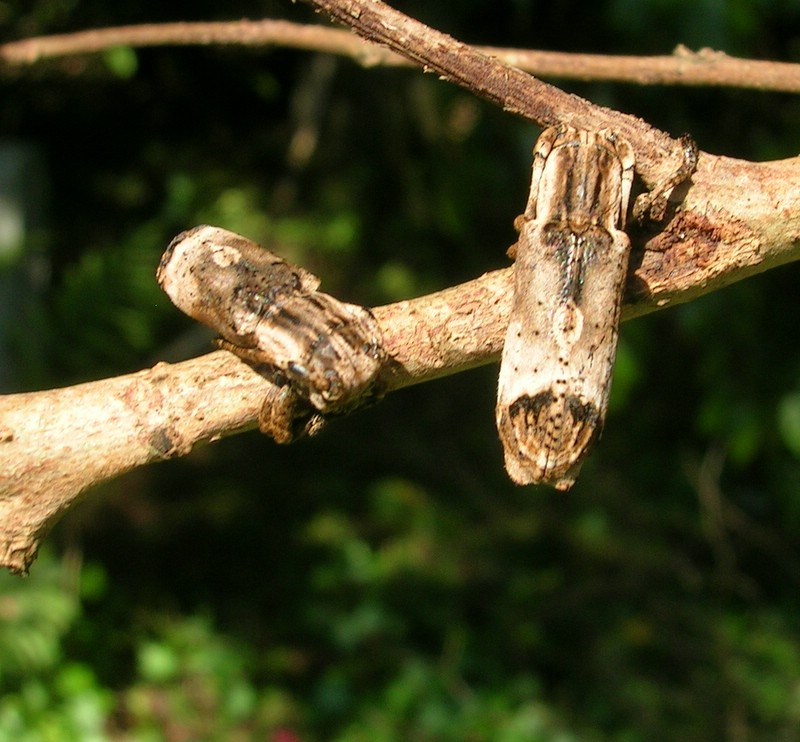